# مقاطعة سيدي يوسف بن علي
مقاطعة سيدي يوسف بن علي هي إحدى المقاطعات الشعبية الكبرى بعمالة مراكش، تقع بالقرب من منطقة الداوديات والمدينة القديمة، تمتاز بدرجة حرارة مرتفعة لكونها تقع كسائر المدن المغربية بين خطي العرض 21 و36 شمال خط الاستواء.، كما تتميز بموقعها الجغرافي بسبب قربها من حدائق أكدال التاريخية، بالقرب من هذه الأخيرة تتمركز مجموعة من الملاعب العمومية وأحواض الرمال والعاب للأطفال، يعتبر هذا الفضاء الشاسع متنزها مهما للساكنة وللأطفال على وجه الخصوص.

## سبب التسمية
يعود أصل تسمية هذا الحي إلى أحد رجال مراكش السبعة في القرن السادس الهجري، وهو يوسف بن علي، الذي ينتمي إلى قبيلة صنهاجة. عاش منعزلا عن الناس بالحي المذكور وتحديدا سوق الربيع حاليا، بسبب إصابته بمرض الجذام حيث انضم إليه كل المصابين بهذا الداء إلى أن أصبحت المنطقة تدعى ب «حي المجدامين».

## موقع الجغرافي
يتواجد حي سيدي يوسف بن علي خارج سور المدينة القديمة وفي الجهة الشرقية لها. وعلى الضفة اليسرى لواد إسيل تمتد أرض منبسطة، قليلة الانحدار تحمل اسم سيدي يوسف بن علي، هذا الحي ومنذ نشأته كان عرضة للفياضانات واد إيسيل، وقد عرف مند ظهوره في القرن 12 ميلادي أي في عهد الموحدين إلى اليوم تطورا كبيرا، حيث انتقل من دوار هامشي وساكنة قروية إلى عمالة وبلدية قبل أن يبتلعه نطام وحدة المدينة سنة 2003 ويحوله إلى مجرد مقاطعة بدون اختصاصات.

## البدايات
كان دوار سيدي يوسف بن علي يستغل كمرعى من طرف سكان أحياء بوسكري، باب أحمر والملاح، ومع تزايد السكان بعد الحرب العالمية الثانية تحول إلى دوار، بعدها تحول إلى مخبأ للوطنيين في فترة الاستعمار، وكذلك مخبـأ للمجرمين والمهربين، هذا ما دفع سلطات الحماية إلى ضمه إلى الدائرة الجنوبية لمدينة مراكش 1954، بعدما كان خاضعا لأحواز مراكش، إلا أن دمجه في الإطار البلدي تطلب من سلطات الحماية تجهيزه بالمرافق الحضرية، وفي فترة الاستقلال سيتحول الحي إلى حضري وسيصبح تجمعها سكانيا ابتداءا من سنة 1958 وكان عدد سكانه آنداك لا يتجاوز 20 ألف نسمة، وفي سنة 1961 اشترت بلدية مراكش ماكان في ملكية الشركة الفرنسية «لوتيمار» ماكان في ملكيتها من أراضي وفي سنة 1963 تنطلق عملية تجهيز الحي بالماء والكهرباء والصرف الصحي.
منذ بداية القرن 20 تطور بصفة غير مشروعة خارج المدار الحضري للجنوب الشرقي لمراكش دوار يحمل اسم سيدي يوسف بن علي، سكان هذا الدوار غالبيتهم قرويون، حاربوا وحدهم لانتزاع الاعتراف بهويتهم كباقي أحياء المدينة، وكافحوا دون هوادة لتحسين ظروفهم المادية، وإغاثة أقربائهم في القرية حتى سنة 1958 حيث سمعت شكواهم. في 1984 أصبح الحي يضم 80 ألف نسمة مفرقين فوق 109 هكتار.
وشهد منذ هذا التاريخ مسلسل تطور اقتصادي وعمراني متميز بتغيير جدري لمكونات تطوره من سكان وشغل ومستوى معيشي، ويترجم هذا تراجع صفة القروية عن الحي التي تركت المجال للمظهر الحضري. هذه التغييرات لم تمر دون أن تكون لها عواقب على البنية العامة للحي التي أصبحت تشبه الشكل الحزين والفقير للدواوير المهمشة ومدن القصدير.رغم تحويله سنة 1992 إلى عمالة. وتعيين مصطفى مساميح أول عامل على عمالة سيدي يوسف.فإن المتتبعين يعتبرون تعيين محمد الداودي عاملا على العمالة الانطلاقة الحقيقية لسيدي يوسف بن علي، ففي الوقت الذي كان العامل مساميح قد وضع اللبنات الأولى للعمالة خاصة على مستوى تتثبيت الإدارات والمصالح الخارجية، فإن محمد الداودي كان وراء انطلاقة عمالة سيدي يوسف بن علي، بعدما استغل تخصصه كمهندس في النباتات ليكون وراء مشروع«واحة الحسن الثاني» للنخيل والزيتون المجاورة لحدائق أكدال، والتي شكلت متنفسا حقيقيا لسكان العمالة إلى جانب إحداث المركب الرياضي سيدي يوسف، والذي احتضن بطولة العالم لألعاب القوى، ومباريات الكوكب المراكشي والعديد من المنافسات الرياضية، إلى جانب إحداث مقر العمالة وبلدية سيدي يوسف ومقر الجهة وغيرها من مقرات المصالح الخارجية لتكون سنة 2003 الضربة القاضية التي أجهضت انطلاقة عمالة سيدي يوسف بن علي الفتية، بعدما ابتلعها نظام وحدة المدينة، وتتحول إلى مقاطعة بدون اختصاصات.
سنة 2003، شكلت منعطفا كبيرا في وضعية عمالة سيدي يوسف بن علي التي تم تحويلها إلى مقاطعة من المقاطعات الخمس التابعة لمجلس مدينة مراكش.

## أشهر معالم سيدي يوسف بن علي
بعد ضريح سيدي يوسف بن علي، تعتبر حدائق أكدال وحدائق الواحة وواحة الحسن الثاني  أحد أشهر معالمه إضافة المركب الرياضي سيدي يوسف بن علي والمسبح شبه أولمبي الذي دشنه الملك محمد السادس بن الحسن سنة 2018. كما يشتهر بأسواقه اليومية سوق الربيع، سوق الذبان، سوق راس لبلان، سويقة المصلى، سويقة مولاي علي. وبأحياءه: ديور الشهداء (تجزئة النخيل) ودوار الظلام (الحي الجديد) والجبيلات... سبيطار المحروق، مسبح سيبع  (النجمة) وشارع المدارس الشهير.

### مدارس سيبع
مدرسة الإمام السهيلي، مدرسة حي الشهداء، مدرسة اليوسي، مدرسة سكينة، مدرسة سيدي يوسف، مدرسة خديجة بنت خويلد، مدرسة مولاي علي الشريف، مدرسة علي بن أبي طالب، مدرسة الوحدة، مدرسة السوسي...

### إعداديات سيبع
إعدادية عمر بن الخطاب، إعدادية يعقوب المنصور، إعدادية بن العريف، إعدادية فاطمة الفهرية وإعدادية الصفاء وإعدادية حمان الفطواكي.

### ثانويات سيبع
ثانوية يوسف بن تاشفين، ثانوية موسى بن نصير، ثانوية محمد بنبيه وثانوية سيدي يوسف بن علي (2020)